# NGC 3374
NGC 3374 (również PGC 32266 lub UGC 5901) – galaktyka spiralna z poprzeczką (SBc), znajdująca się w gwiazdozbiorze Wielkiej Niedźwiedzicy. Odkrył ją William Herschel 3 lutego 1788 roku.